# Bad Kleinkirchheim
Bad Kleinkirchheim – gmina uzdrowiskowa w Austrii, w kraju związkowym Karyntia, w powiecie Spittal an der Drau. Leży w Alpach Gurktalskich. Jest znaną bazą narciarską i ośrodkiem sportowym. Liczy 1670 mieszkańców (1 stycznia 2015). W Bad Kleinkirchheim znajduje się kościół pw. św. Katarzyny (St. Katharina) wybudowany około 1492 r.
Często odbywają się tu zawody Pucharu Świata w narciarstwie alpejskim. Łączna długość tras narciarskich wynosi 185 km.

## Galeria

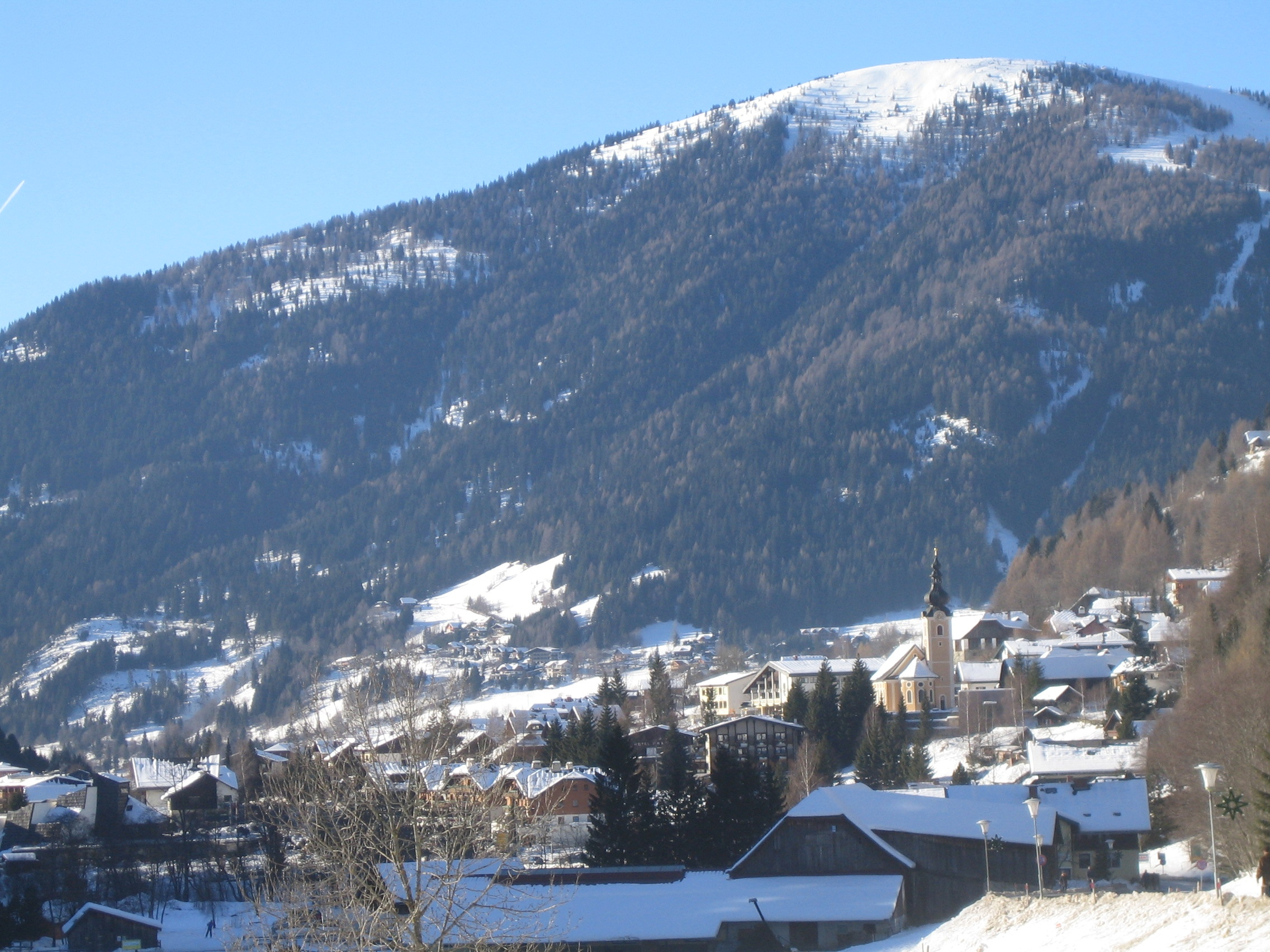
Bad Kleinkirchheim od wschodu
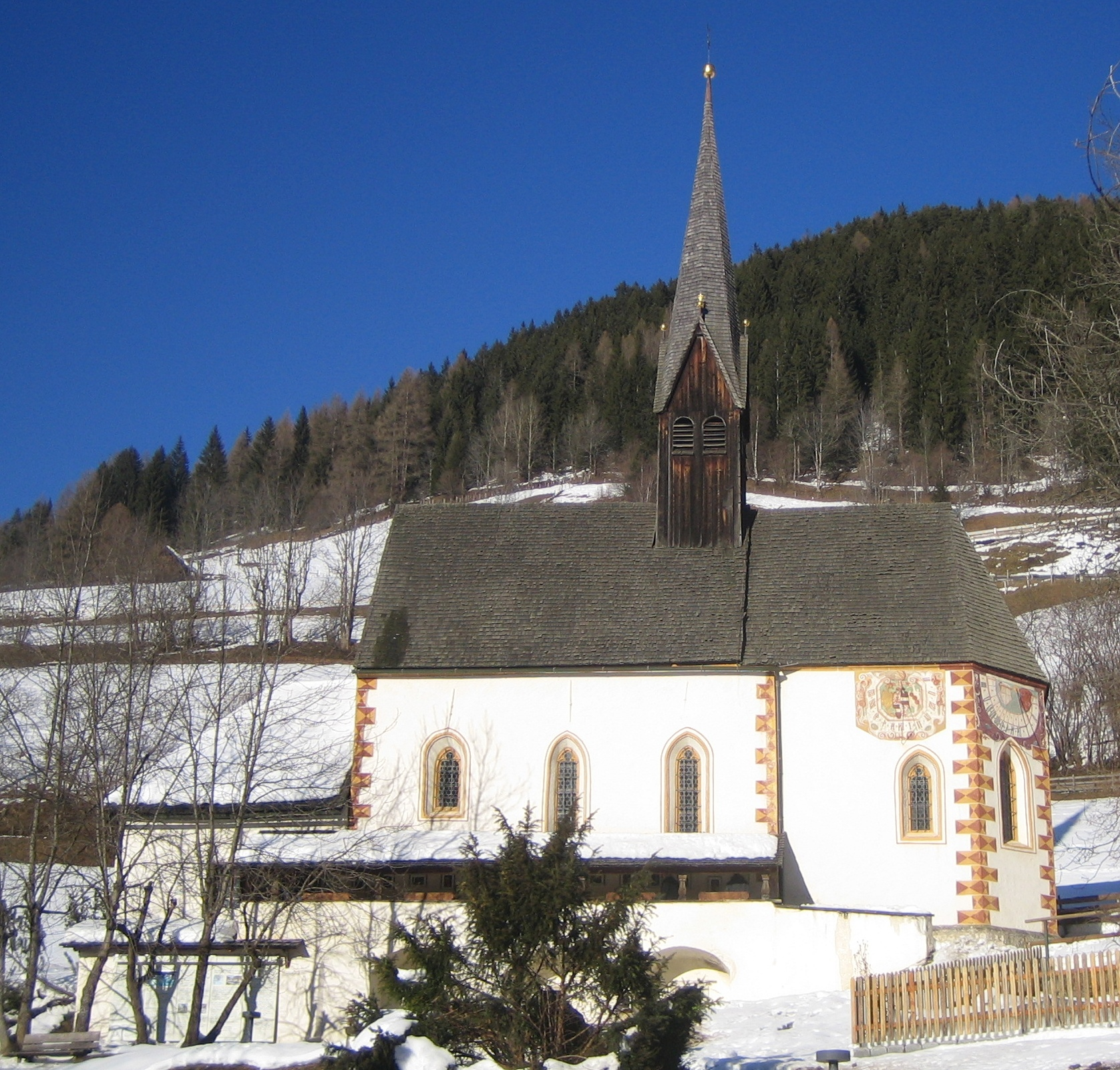
Kościół pw. św. Katarzyny (St. Katharina)
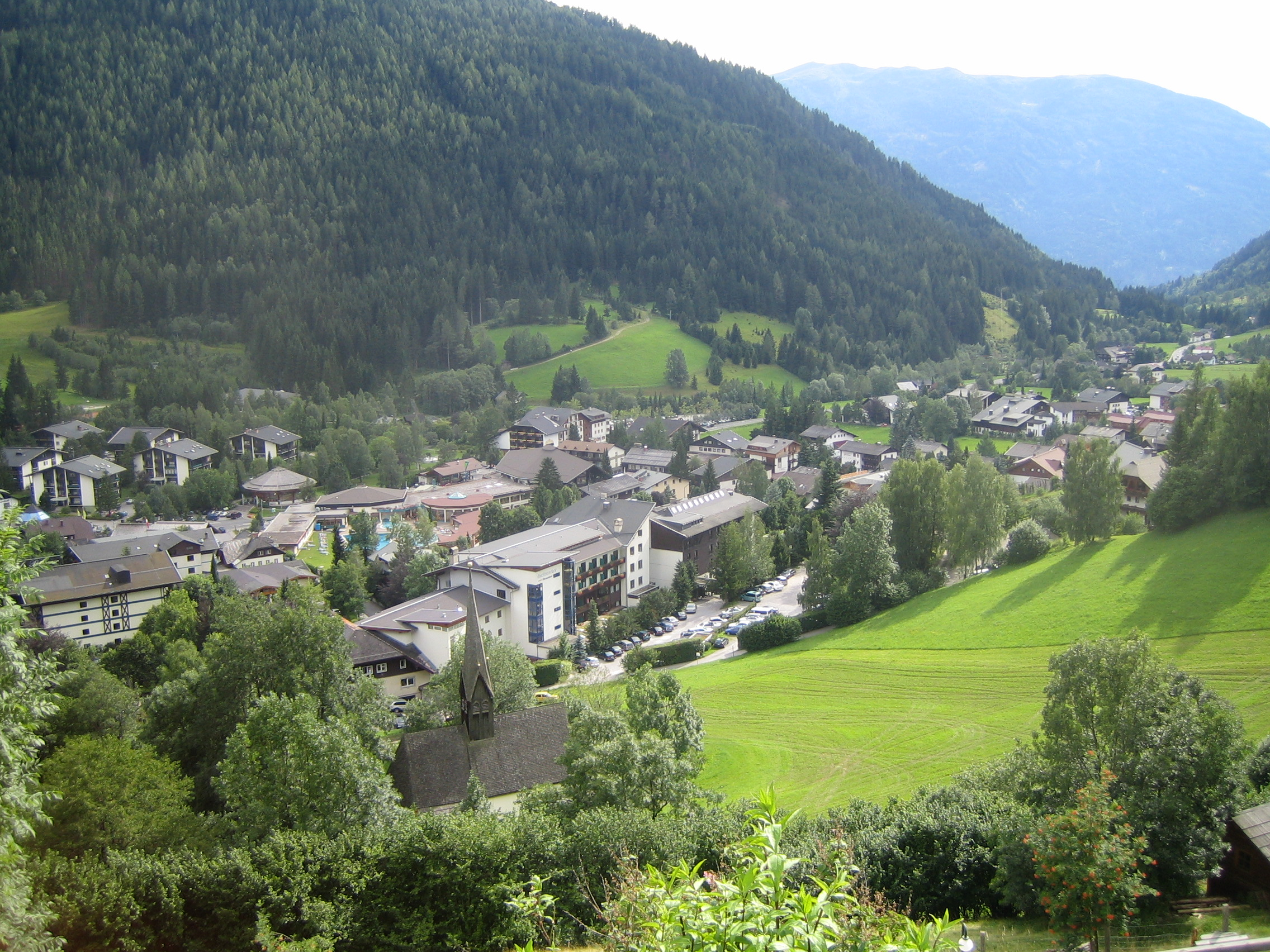
Bad Kleinkirchheim w lecie